# Église presbytérienne Saint Andrew's
Pour les articles homonymes, voir St. Andrew's Church.
L’église presbytérienne St-Andrew est la plus vieille des églises presbytériennes d’Ottawa (Canada).